# Oasys Mobile
Oasys Mobile est une société de développement et d'édition de jeux sur mobile et d'application américaine, située en Caroline du Nord à Raleigh. Oasys Mobile (formé sous le nom de Summus Inc.) est créé en 1986. Elle subit une réorganisation importante en octobre 2007. Mi-2008, elle publie conjointement avec 2K Games les jeux Sid Meier's Civilization IV: War of Two Cities, Railroad Tycoon, et Pirates! pour le marché mobile. Oasys Mobile a aussi distribué des applications comme Mobile Graffiti, The Wall Street Journal et College & Greek Logos.

## Jeux mobiles et applications
- Uno
- Uno Free Fall
- Uno Challenge
- KerPlunk!
- Rock'em Sock'em Robots Mobile
- Toss Across
- Phil Hellmuth Texas Hold'em
- Crazy 8's
- Secrets of Hold'em
- AROD MVP Baseball Challenge
- Sid Meier's Civilization IV: War of Two Cities
- Sid Meier's Railroad Tycoon Mobile
- Sid Meier's Pirates! Mobile
- Kentucky Derby 131
- Nineball
- Karpov X 3D Chess
- College & Greek Logos
- AOL You've Got Pictures
- Fujifilm Get the Picture
- Fujifilm Mobile Postcards
- Hooters Calendar
- Mobile Graffiti
- The Wall Street Journal Mobile
- PBR: Pro Bull Riders
- PBR: All Access
- Sid Meier's Civilization IV: Defenders of the Gates
- UNO 2009
- College Fan Zone
- Tricky Tracks
- Vegas Casino Craze
- Spawn of the Dead
- Playground All-Stars Kickball